# Conclave de 1549-1550
Le conclave de 1549–1550 se déroule à Rome, du 29 novembre 1549 au 7 février 1550, juste après la mort du pape Paul III. Ce conclave est le deuxième plus long du XVIe siècle et, pour l'époque, le plus grand conclave de l'histoire en nombre de cardinaux électeurs. Les cardinaux électeurs (qui à un moment étaient cinquante et un) sont divisés entre les factions d'Henri II de France, Charles Quint et Alexandre Farnèse, le cardinal-neveu de Paul III.
En raison de l'ingérence étendue des puissances européennes, le conclave doit déterminer si, et à quelles conditions, le concile de Trente doit se réunir à nouveau (soutenu par Charles V et désapprouvé par Henri II) mais aussi le sort du duché de Parme et Plaisance (revendiqué par Charles V et la Maison Farnèse).
Alors que le conclave a presque élu Reginald Pole, l'arrivée tardive de cardinaux français supplémentaires conduit le conclave, à nouveau, dans l'impasse pour finalement aboutir à l'élection du cardinal Giovanni Maria Ciocchi Del Monte qui devient le pape Jules III, candidat du compromis.

## Source
- (en) Cet article est partiellement ou en totalité issu de l’article de Wikipédia en anglais intitulé « Papal conclave, 1549–50 » (voir la liste des auteurs).